# Bad Muskau

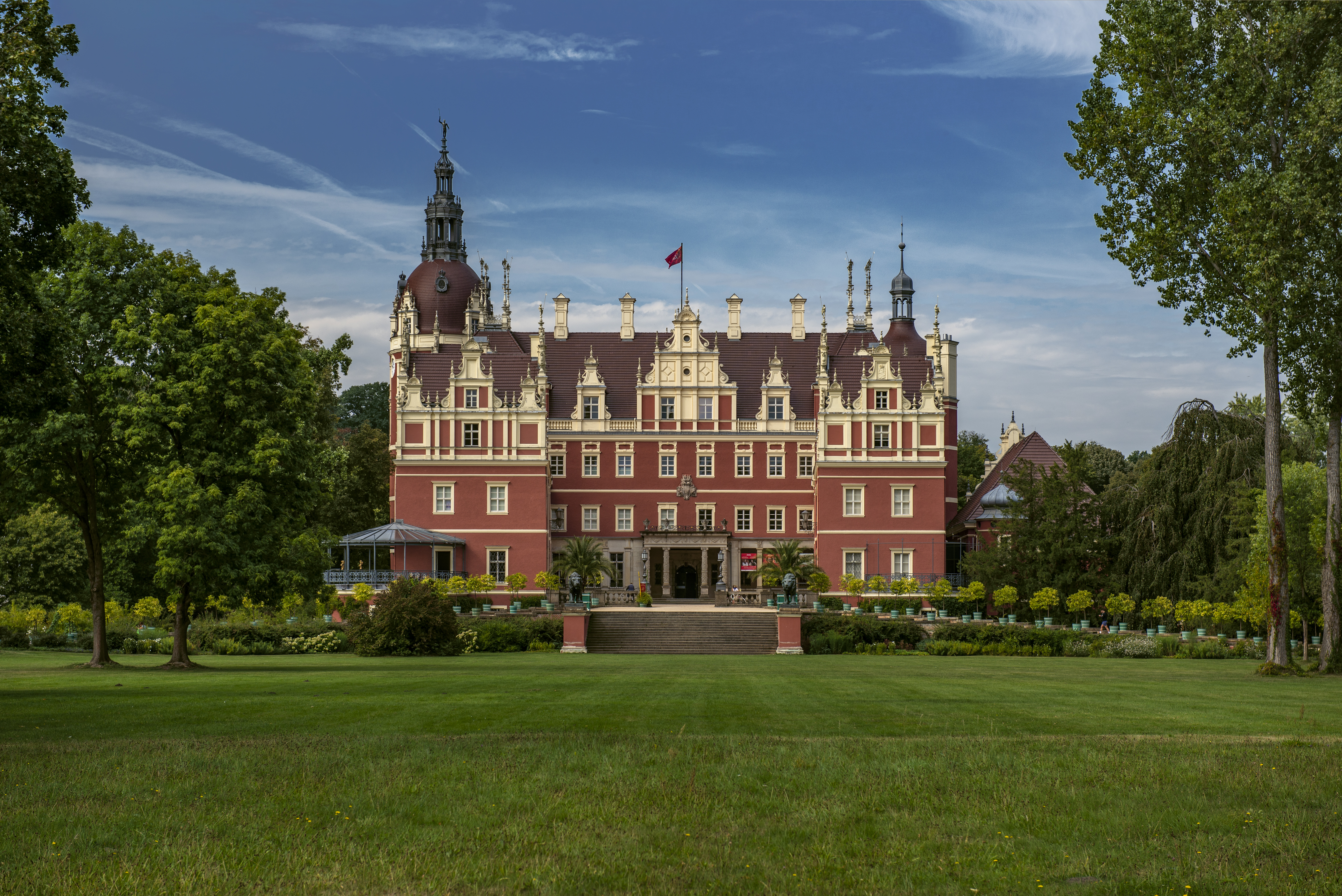
Schloss Muskau

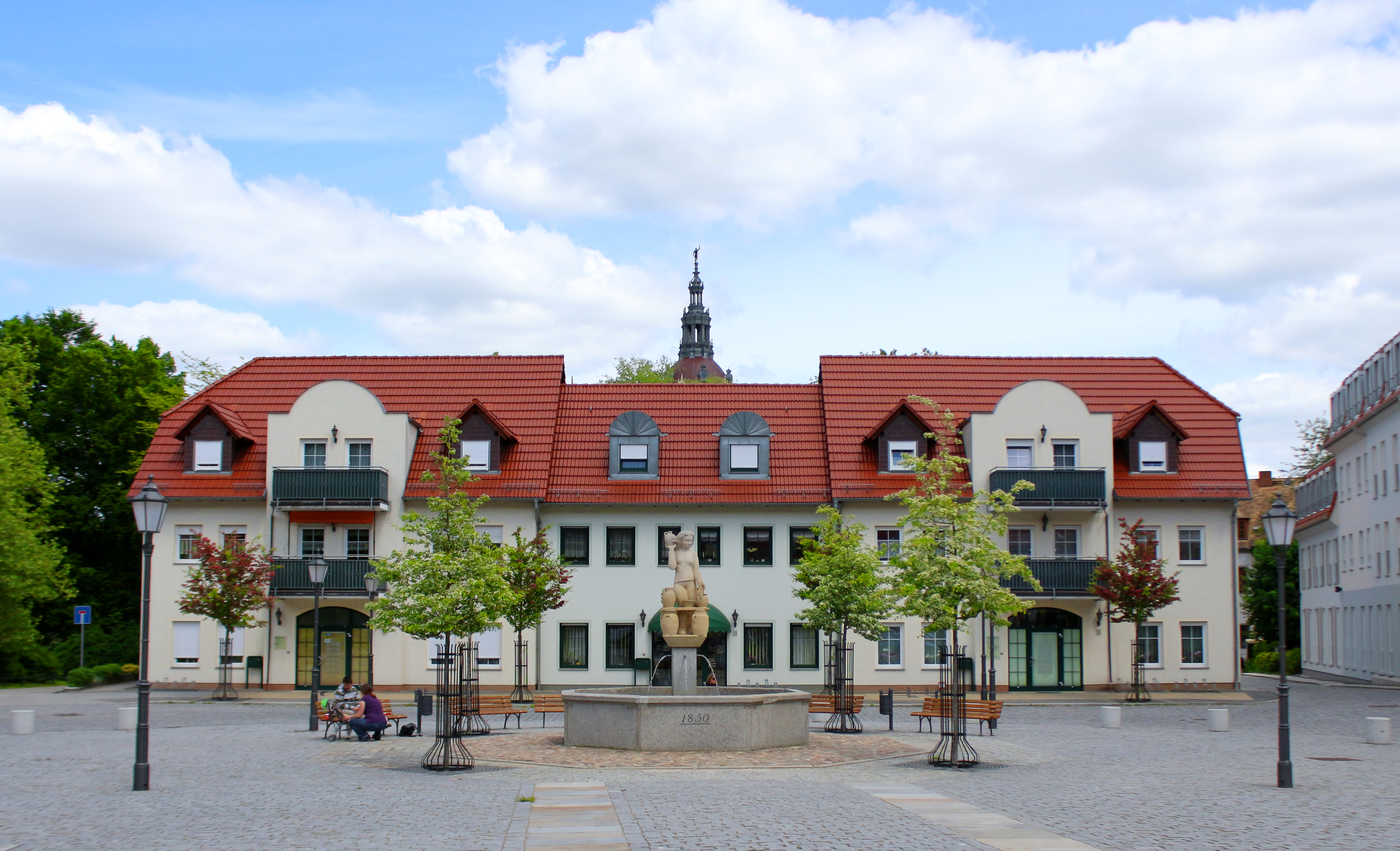
Marktplatz

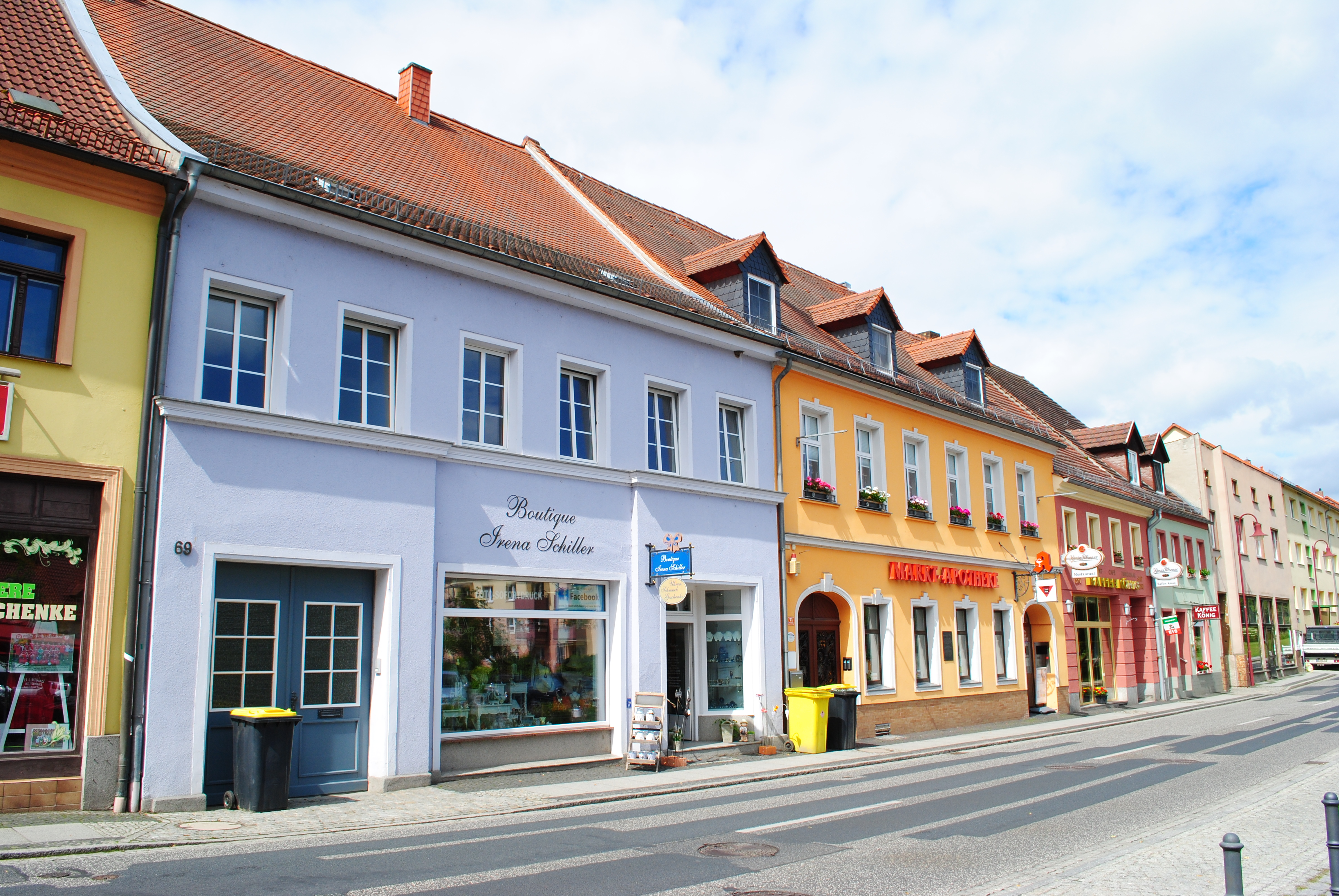
Häuserzeile am Marktplatz

Bad Muskau, obersorbisch Mužakowⓘ, bis 1961 Muskau, ist eine sächsische Landstadt  (Landkreis Görlitz) in der Oberlausitz. Die Stadt grenzt an Polen und an das Land Brandenburg. Sie liegt in der auf deutschem und polnischem Staatsgebiet liegenden UNESCO-Welterbestätte Muskauer Park/Park Mużakowski – eine der wenigen staatenübergreifenden UNESCO-Welterbestätten – an der Lausitzer Neiße und gehört zum sorbischen Siedlungsgebiet. Weltbekannt ist Bad Muskau durch den vom Landschaftsarchitekten Fürst Hermann von Pückler-Muskau angelegten und später nach ihm benannten Fürst-Pückler-Park – eine einzigartige Parkanlage im Stil englischer Landschaftsgärten. Bad Muskau selbst ist heute ein staatlich anerkanntes Moorheilbad.

## Geografie

### Lage
Bad Muskau liegt im Norden des Landkreises am linken Ufer der Lausitzer Neiße. Der Ortsteil Köbeln ist die nördlichste Ortschaft Ostsachsens; mit 98 m ü. NN ist das Neißetal in Köbeln zugleich die tiefste Landesstelle des Landkreises Görlitz. Südlich des Stadtgebiets liegt der Scheitelpunkt des parabelförmigen Muskauer Faltenbogens. Ebenfalls am südlichen Stadtrand beginnt die Muskauer Heide, ein ausgedehntes Waldgebiet, das in der zweiten Hälfte der 1990er Jahre das erste Revier der wieder in Deutschland ansässigen Wölfe wurde.
Mit der am östlichen Flussufer gelegenen polnischen Nachbarstadt Łęknica (Lugknitz) teilt sich die Stadt den Fürst-Pückler-Park.

### Nachbargemeinden
Im Süden grenzt Bad Muskau an Krauschwitz, im Südwesten an Gablenz (beide Landkreis Görlitz), im Westen an die Gemeinde Jämlitz-Klein Düben, im Norden an die Gemeinde Neiße-Malxetal (beide Landkreis Spree-Neiße). In Polen grenzen Łęknica im Osten und die Gmina Trzebiel (Triebel) im Nordosten (beide Landkreis Żary) an Bad Muskau. Gablenz und sein ehemals eigenständiger Ortsteil Kromlau gingen mit Bad Muskau die Verwaltungsgemeinschaft Bad Muskau ein, in der die Stadt als ausführende Gemeinde fungiert.

## Stadtgliederung
Neben der Kernstadt besteht Bad Muskau aus den Stadtteilen Berg (seit 1940) und Köbeln (seit 1950 zu Muskau gehörig), von denen jedoch nur Köbeln Ortsteilstatus hat.
Zwischen dem Stadtkern und Köbeln liegt die Stadtrandsiedlung. Südlich des Stadtkerns befand sich das frühere Dorf Neustadt, das bereits Mitte des 19. Jahrhunderts seine Eigenständigkeit verlor. Infolge von Stadtbränden und anschließender Neubebauung ist es im Stadtgebiet nicht mehr gesondert erkennbar. Nach der Enteignung der Standesherrschaft wurde die bis dahin selbständige Gemeinde Burglehn Muskau, in der unter anderem das Schloss Muskau lag, 1945 in das Stadtgebiet eingegliedert.

## Geschichte

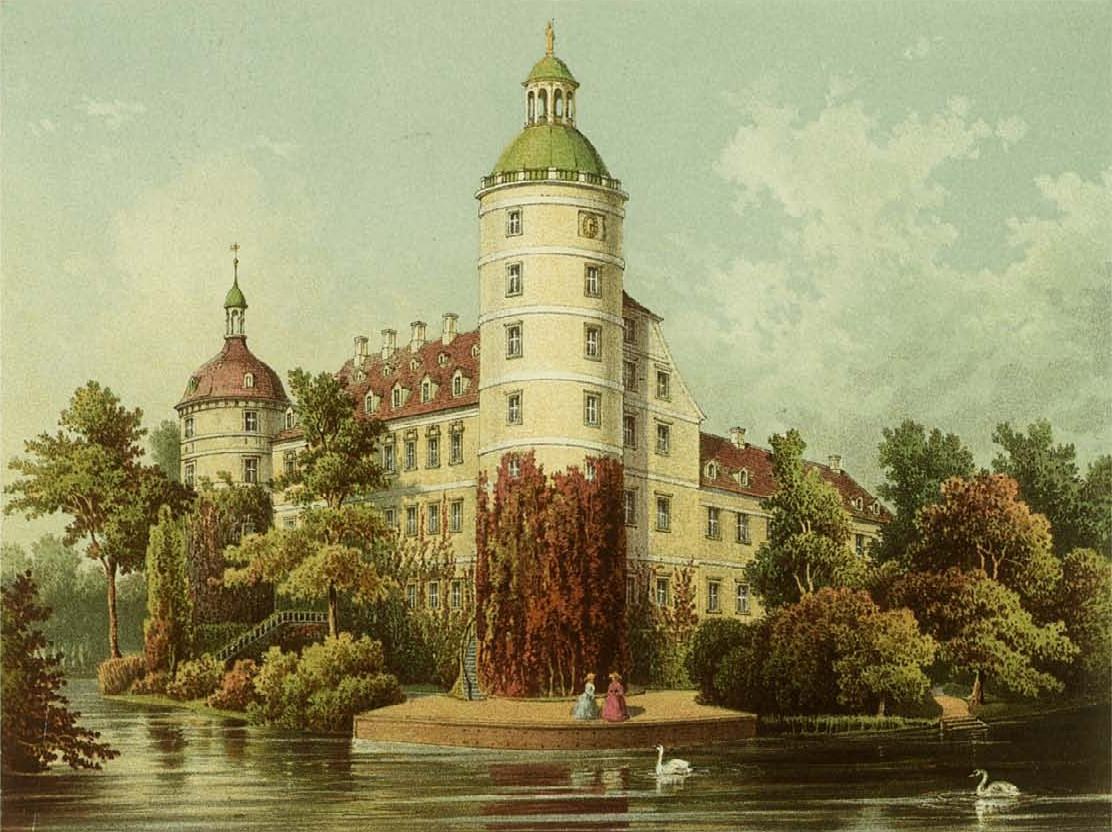
Schloss Muskau, das Neue Schloss, Mitte des 19. Jh., um 1862/63, Sammlung Alexander Duncker

Mužakow (sorbisch, etwa „Männerstadt“) wurde an der Stelle einer slawischen Fluchtburg als günstig an der Neiße gelegener Handels- und Manufakturplatz im 13. Jahrhundert im Zuge der hochmittelalterlichen Ostsiedlung neu gegründet. In der zweiten Hälfte der 1240er wird es als Muschowe und Muzcowe erstmals erwähnt. Obwohl die heutige sorbische Form des Ortsnamens gut zum slawischen Wort mužak "Mann, Kerl" passt, ermöglichen die ältesten urkundlichen Belege auch andere Herleitungen, so vom slawischen Personalnamen Muš, das Verkleinerungsform zu mutiti "verwirren" oder mucha "Fliege" sein kann.
Eine weitere interessante Erwähnung findet sich wahrscheinlich in der Urkunde des Jahres 1268, welche die von Markgraf Otto IV. von Brandenburg 1268 vorgenommene Teilung der Oberlausitz in die Länder Bautzen (Budissin) und Görlitz regelte. Laut dieser in lateinischer Sprache verfassten Urkunde verlief die Grenze zwischen beiden Gebieten vom Fluss Spree aus entlang einer Musatenstic genannten Straße bis zum Ort Gablenz und von da weiter zur Neiße; gemeint war vermutlich Muscatensis, d. h. Muskau war damals offenbar bereits bedeutend genug, um eine von Bautzen hierher verlaufende Straße nach diesem Ort zu benennen. Das Stadtrecht wurde dem Ort aber erst im Jahr 1452 durch Wenzel von Bieberstein (1421–1465) verliehen, dieser kaufte 1447 die Herrschaft Muskau. Bis 1551 blieb die Stadt im Besitz derer von Bieberstein, deren rotes fünfendiges Hirschhorn der Wilde Mann im Stadtwappen trägt.
Einen sehr stark zurückgegangenen Teil der Bevölkerung stellen bis heute die Sorben. In und um Muskau wurde der Muskauer Dialekt gesprochen. Heute ist das Sorbische – theoretisch, jedoch nicht faktisch – zweite Amtssprache.
Die Standesherrschaft Muskau war die größte des Heiligen Römischen Reiches Deutscher Nation und gehörte bis 1815 zum Markgraftum Oberlausitz des Kurfürstentums Sachsen. Im Jahr 1815 kamen der nördliche und der östliche Teil der Oberlausitz als Ergebnis des Wiener Kongresses, der die politische Ordnung Europas nach den Koalitionskriegen (1792–1815) neu regelte, zu Preußen und trugen fortan die amtliche Bezeichnung „Preußische Oberlausitz“. Verwaltungsmäßig wurde dieses Gebiet in die Provinz Schlesien und später in die bis 1945 bestehende Provinz Niederschlesien integriert.
Standesherren waren seit dem Dreißigjährigen Krieg bis 1798 die Reichsgrafen Callenberg, dann die Grafen Pückler. Fürst Hermann von Pückler-Muskau verkaufte die Standesherrschaft 1845 an die Grafen von Hatzfeld-Weissweiler, von Hatzfeld-Schönstein und von Nostitz. Von diesen gelangte sie im Jahre 1846 in den Besitz des Prinzen Wilhelm Friedrich Karl von Oranien-Nassau und danach bis 1945 an die Grafen Arnim.
Im sogenannten „Zornfeuer“ von 1766 brannte die Stadt vollständig nieder; verschont blieben nur die Stadtkirche und das Schloss auf dem Burglehn. Während des Rückzugs der napoleonischen Armee aus Russland 1813 brachten württembergische Kürassiere eine Flecktyphusepidemie nach Muskau, durch die etwa ein Fünftel der Bevölkerung starb. Die Einwohner lebten (mit wenigen Ausnahmen) im Stande der Erbuntertänigkeit, die erst nach 1815 unter preußischer Herrschaft beendet wurde. Die sorbischen Bauern der umliegenden Dörfer waren überwiegend Lassiten.
Aufgrund reicher Tonvorkommen entwickelte sich in Muskau ein starkes Töpferhandwerk, in dessen Blütezeit vom 17. bis zur Mitte des 19. Jahrhunderts bis zu 20 Meister produzierten, die wegen Brandgefahr in der Südvorstadt, der Schmelze (heute Schmelzstraße) siedelten und ihre berühmten Steinzeuggefäße in weit entfernten Marktorten (z. B. Wien) verkauften.
Die erste urkundliche Erwähnung für den Alaunabbau bei der Stadt Muskau stammt aus dem Jahre 1573. Die Alaunhütte, angelegt auf dem Gelände des heutigen Badeparks, zählte einst neben den Hütten in Reichenbach, Schwemsal und Freienwalde zu den ältesten Sachsens. Der Abbau wurde 1864 eingestellt.
Im 19. Jahrhundert wurde im Gebiet zwischen Muskau und Weißwasser Braunkohle abgebaut.
1815 begann Graf (später Fürst) von Pückler, einen Landschaftspark anzulegen. Um ihn vergrößern zu können, setzte Pückler den Ort Köbeln nach 1816 vom rechten auf das linke Neißeufer um, nachdem dieser – während der Kriegshandlungen abgebrannt – erst um 1814 als „Musterdorf“ nach Plänen seines „General-Inspectors“ Leopold Schefer gänzlich neu angelegt worden war. Auf Leopold Schefers Engagement geht auch die Errichtung der Glashütte bei Jämlitz als einer der ältesten vorindustriellen Hütten der Lausitz zurück.

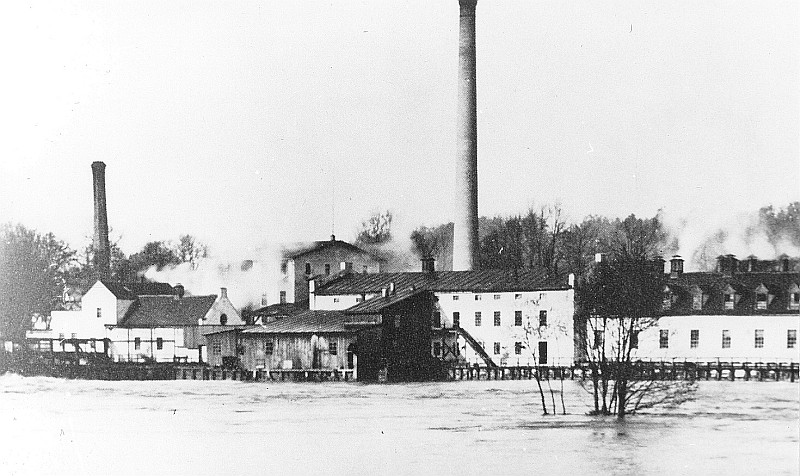
Papierfabrik um 1900

Trotz kriegsbedingt verhängtem Eingemeindungsstopp konnte die Stadt die Nachbargemeinde Berg und etwa zwei Drittel der Gemeinde Lugknitz zum 1. April 1940 eingemeinden. Im Februar 1945 verließ Gräfin Alexandra von Arnim Muskau mit einem Treck Richtung Bendeleben in Thüringen, im April folgte Graf Hermann von Arnim. Gegen Ende des Zweiten Weltkriegs wurde die Stadt durch Artilleriebeschuss der über die Neiße drängenden Sowjetarmee und der 2. Polnischen Armee stark zerstört. Im Juli 1945 erhielt Graf von Arnim die Mitteilung, dass „die Standesherrschaft mit allen Betrieben entschädigungslos enteignet“ sei. Im Herbst 1945 fielen das Schloss und große Teile der Stadt einem Brand zum Opfer. An die Kämpfe zum Ende des Krieges erinnert ein sowjetisches Ehrenmal. Muskau wurde mit Ausnahme der Stadtkirche, der wendischen St.-Andreas-Kirche und des Rathauses weitgehend wieder aufgebaut. Die Stadtkirche wurde im April 1959 gesprengt.
Infolge der Grenzziehung entlang der Oder-Neiße-Linie wurde aus den östlich der Neiße liegenden Stadtteilen die Gemeinde Łęknica (Lugknitz) erneut gebildet, zu deren ehemaligen Fluren noch Teile von Muskau, insbesondere der größte Teil des Pückler-Parks hinzu kamen, während die links der Neiße gelegenen Lugknitzer Fluren bei Muskau verblieben.
Am 1. Juli 1950 wurde die bis dahin eigenständige Gemeinde Köbeln eingegliedert.
In preußischer Zeit gehörte Bad Muskau zum Landkreis Rothenburg (Ob. Laus.) im schlesischen Regierungsbezirk Liegnitz, ab Oktober 1945 zum Landkreis Weißwasser. Am 16. Januar 1947 kam die Gemeinde zum Landkreis Weißwasser-Görlitz, der im folgenden Jahr in Landkreis Niesky umbenannt wurde. Am 25. Juli 1952 wurde Muskau dem Kreis Weißwasser im Bezirk Cottbus eingegliedert. Mit einem Entscheid von 1990 wurden das Kreisgebiet und damit Bad Muskau dem wiedergebildeten Freistaat Sachsen zugeordnet.
Bad Muskau besitzt eine Sole-Quelle und eine einzigartige Vitriol-Quelle. Mit dem Bau eines Kurheims wurde 1961 der Stadt Muskau die Zusatzbezeichnung „Bad“ verliehen.

## Politik

### Stadtrat
Die Stadtratswahl am 9. Juni 2024 führte zu folgendem Ergebnis. Es sind auch die Ergebnisse der Kommunalwahlen 2009, 2014 und 2019 angegeben:
| Stadtrat ab 2024Insgesamt 15 Sitze - Linke: 2 - WfBM: 4 - CDU: 4 - AfD: 5 | Liste               | 2024   | 2024   | 2019   | 2019   | 2014   | 2014   | 2009   | 2009  |
| Stadtrat ab 2024Insgesamt 15 Sitze - Linke: 2 - WfBM: 4 - CDU: 4 - AfD: 5 | Liste               | in %   | Sitze  | in %   | Sitze  | in %   | Sitze  | in %   | Sitze |
| Stadtrat ab 2024Insgesamt 15 Sitze - Linke: 2 - WfBM: 4 - CDU: 4 - AfD: 5 | AfD                 | 32,7 % | 5      | –      | –      | –      | –      | –      | –     |
| Stadtrat ab 2024Insgesamt 15 Sitze - Linke: 2 - WfBM: 4 - CDU: 4 - AfD: 5 | CDU                 | 29,8 % | 4      | 46,4 % | 8      | 42,9 % | 7      | 28,9 % | 5     |
| Stadtrat ab 2024Insgesamt 15 Sitze - Linke: 2 - WfBM: 4 - CDU: 4 - AfD: 5 | Wir für Bad Muskau1 | 24,8 % | 4      | 12,3 % | 2      | 13,0 % | 2      | 13,7 % | 2     |
| Stadtrat ab 2024Insgesamt 15 Sitze - Linke: 2 - WfBM: 4 - CDU: 4 - AfD: 5 | Die Linke           | 12,8 % | 2      | 21,1 % | 3      | 24,2 % | 4      | 19,9 % | 3     |
| Stadtrat ab 2024Insgesamt 15 Sitze - Linke: 2 - WfBM: 4 - CDU: 4 - AfD: 5 | SPD                 | –      | –      | 20,2 % | 3      | 20,0 % | 3      | 11,8 % | 2     |
| Stadtrat ab 2024Insgesamt 15 Sitze - Linke: 2 - WfBM: 4 - CDU: 4 - AfD: 5 | Freie Wähler        | –      | –      | –      | –      | –      | –      | 23,3 % | 4     |
| Stadtrat ab 2024Insgesamt 15 Sitze - Linke: 2 - WfBM: 4 - CDU: 4 - AfD: 5 | Wahlbeteiligung     | 58,7 % | 58,7 % | 53,4 % | 53,4 % | 43,6 % | 43,6 % | ?      | ?     |

1 bis 2019 als „Verein zur Wahrung der demokratischen Grundrechte“

### Bürgermeister
- 1994–2001: Heidemarie Knoop (PDS)
- 2001–2019: Andreas Bänder (CDU)
- seit 2019: Thomas Krahl (CDU)

Bei den sächsischen Kommunalwahlen 2001 wurde der Einzelhändler Andreas Bänder (CDU) am 10. Juni mit 63,4 % zum Bürgermeister gewählt. Bei den Kommunalwahlen 2008 trat er als einziger Bürgermeisterkandidat an und wurde mit 96,1 % im Amt bestätigt. Auch bei den Wahlen im Juni 2015 wurde er wiedergewählt.
Am 1. September 2019 wurde der bisherige stellvertretende Bürgermeister Thomas Krahl (CDU) zum neuen Bürgermeister gewählt, nachdem Andreas Bänder sein Amt altersbedingt niederlegte. Thomas Krahl setzte sich mit 50,1 % gegen Frank Budszuhn (parteilos) durch.
| Wahl | Bürgermeister         | Vorschlag | Wahlergebnis (in %) |
| ---- | --------------------- | --------- | ------------------- |
| 2019 | Thomas Krahl          | CDU       | 50,1                |
| 2015 | Werner Andreas Bänder | CDU       | 63,5                |
| 2008 | Werner Andreas Bänder | CDU       | 96,1                |
| 2001 | Werner Andreas Bänder | CDU       | 63,4                |

### Wappen
| Wappen von Bad Muskau | Blasonierung: „In Grün ein naturfarbener Wilder Mann mit grünem Blätterkranz und Hüftschurz, in der Rechten ein gesenktes Schwert mit goldenem Heft und silberner Klinge, in der Linken eine rote Hirschstange.“ |
| Wappen von Bad Muskau | Wappenbegründung: Die Hirschstange stammt aus dem Wappen der Herren von Bieberstein, die Muskau 1452 das Stadtrecht erteilten. Diese Darstellung stammt aus Siegeln aus dem 15. Jahrhundert. Das heraldisch unzulässige Hellgrün des Feldes neben dem Dunkelgrün des Blattwerks lassen eine verderbte Siegelumsetzung des 19. Jahrhunderts vermuten; die Stadt zeigte ab den 1970er Jahren auf ihren Briefköpfen einen goldenen Schildgrund. |

Das Wappen wurde vom Heraldiker Frank Diemar gestaltet.

### Städtepartnerschaften

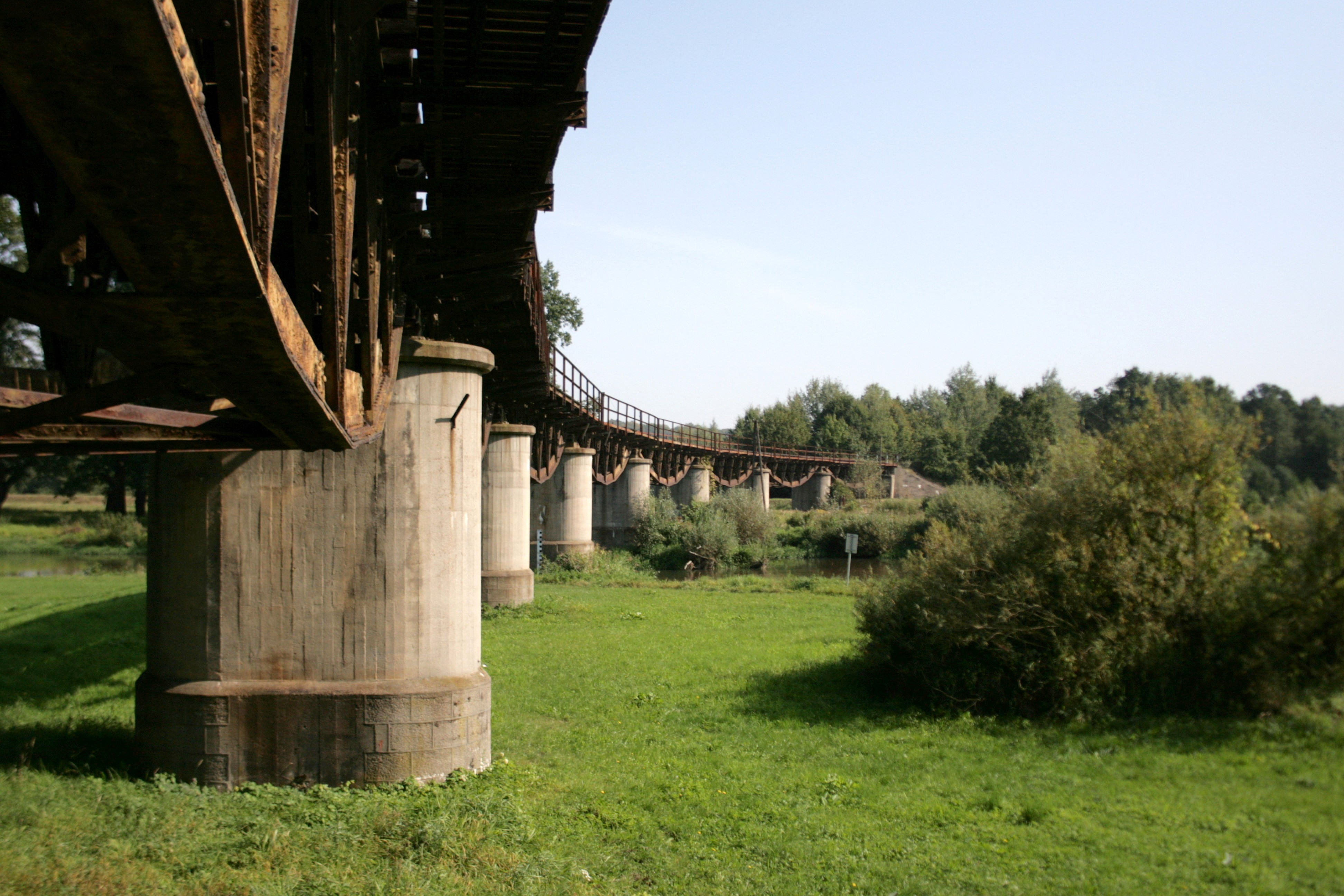
Eisenbahnbrücke über die Neiße vor der Renovierung …

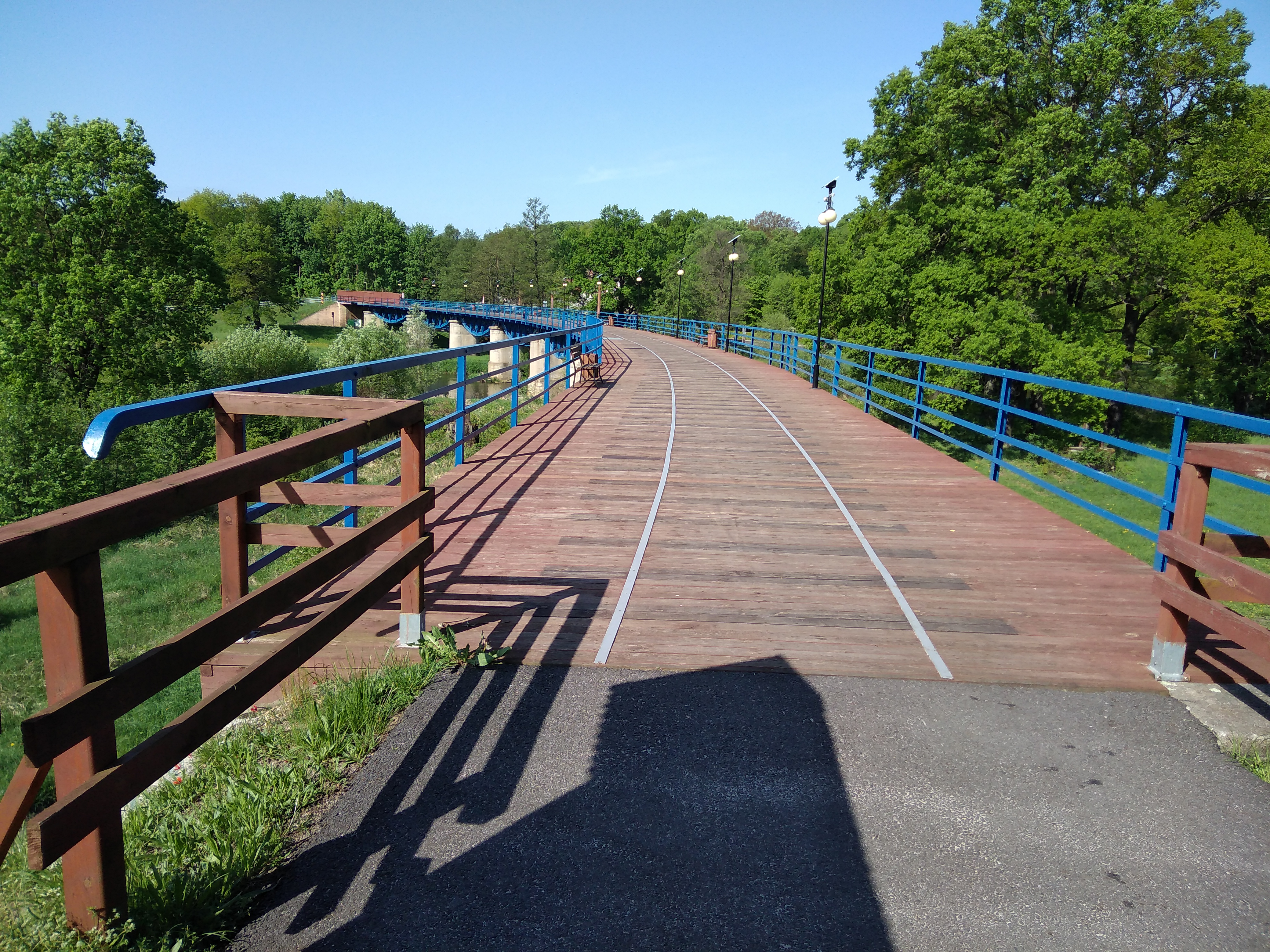
… und 2018 mit dem fertigen Radweg

Die Stadt Bad Muskau unterhält seit 2003 mit der polnischen Nachbarstadt Łęknica (Lugknitz) eine Partnerschaft. Drei Jahre später folgte mit Bolków (Bolkenhain) an der Wütenden Neiße eine weitere deutsch-polnische Partnerschaft. Alle drei Städte gehören der Euroregion Neiße an.
Mit der Stadt Balve in Nordrhein-Westfalen besteht eine Städtefreundschaft, die besonders durch die Männerchöre und Schützenvereine der beiden Städte gepflegt wird.

## Sehenswürdigkeiten

### Fürst-Pückler-Park
Durch Fürst Pücklers Landschaftspark hat Bad Muskau weltweit Bekanntheit erlangt. Zu seinen charakteristischen Gestaltungselementen gehören wohlüberlegte, den Besucher immer wieder aus dem Blick rückende Wege und überraschende Sichtachsen. Inzwischen ist der Park beiderseits der Neiße (also in Deutschland und in Polen gelegen) von der UNESCO in das Welterbe aufgenommen worden.
Mehrere der im Folgenden aufgezählten Sehenswürdigkeiten befinden sich im Park selbst oder seiner Nähe:
- Schloss Muskau
  - „Altes Schloss“, errichtet im 16. Jahrhundert als Torhaus des Schlosses im Renaissancestil
  - „Neues Schloss“ des Fürsten Pückler, erbaut von 1646 bis 1653 als barocke Dreiflügelanlage, von 1864 bis 1866 im Neorenaissancestil aufwändig neugestaltet, im Inneren um 1920 verändert, nach Kriegsende 1945 zerstört, zwischen 1995 und 2011 rekonstruiert
  - Orangerie im Schlosspark, 1844 nach Entwurf von Ludwig Persius erbaut
  - Kavaliershaus am Neuen Schloss, Moorbad von 1950 bis 2009
- Historische Gasse „Schmelze“
- Evangelische Jakobskirche, erbaut 1564[19], 1855 vollständig erneuert und mit Turm versehen
- Katholische Kirche St. Maria Himmelfahrt, Backsteinbau mit Turm, errichtet im Rundbogenstil von 1870 bis 1873
- Ruine der Berg’schen Kirche im Bergpark über Bad Muskau, restaurierter Feldsteinbau aus dem 13. Jahrhundert
- Historisches Botanisches Winterhaus Pücklers
- Selbstentworfenes Haus des Dichters und Komponisten Leopold Schefer
- Holzbau des Sanatoriums Hermannsbad aus dem 19. Jahrhundert
- Turmvilla und Villa Caroline aus dem 19. Jahrhundert mit Hotel, Restaurant und Seminarhaus
- Kino Bad Muskau, 1939 erbaut

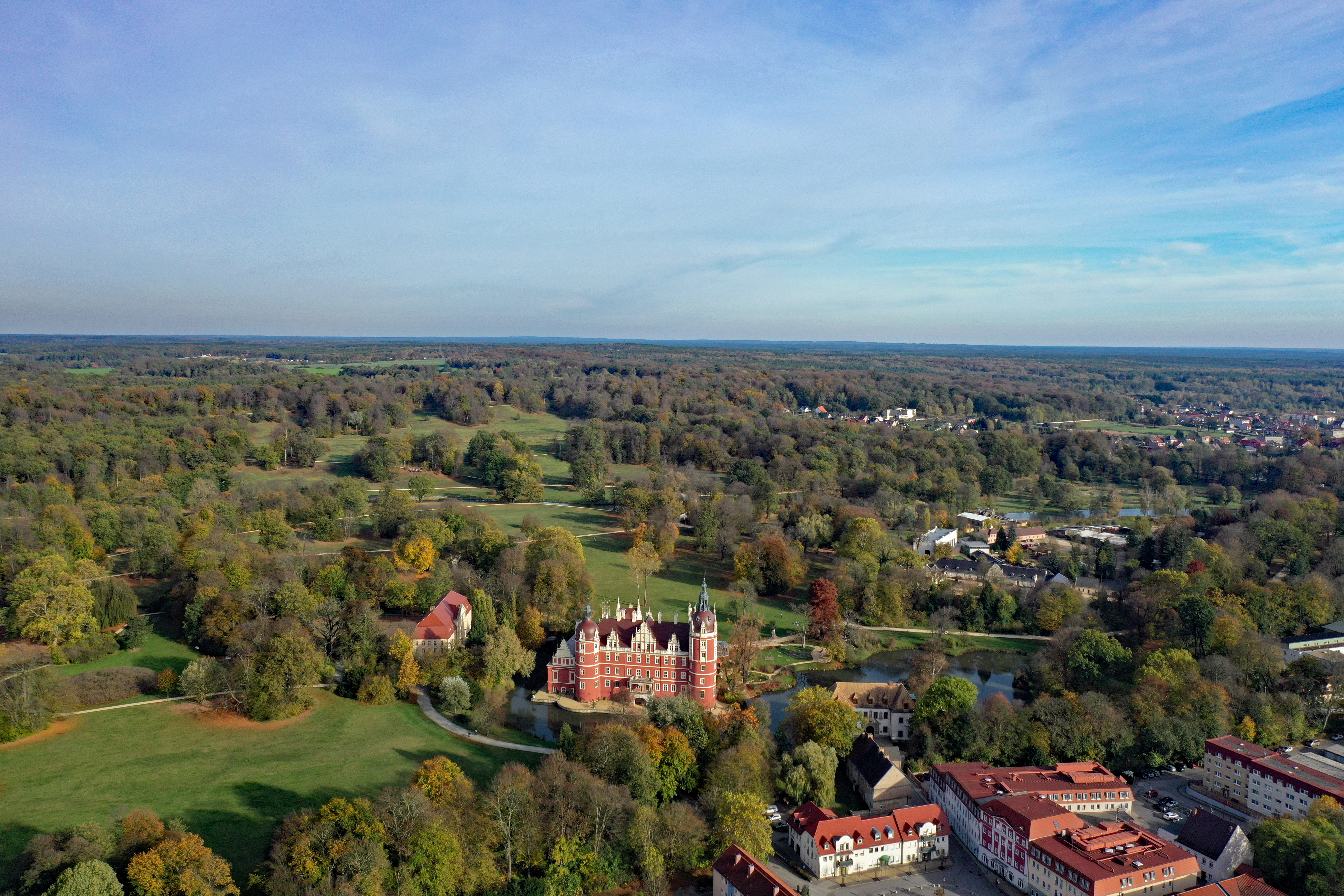
Muskauer Park
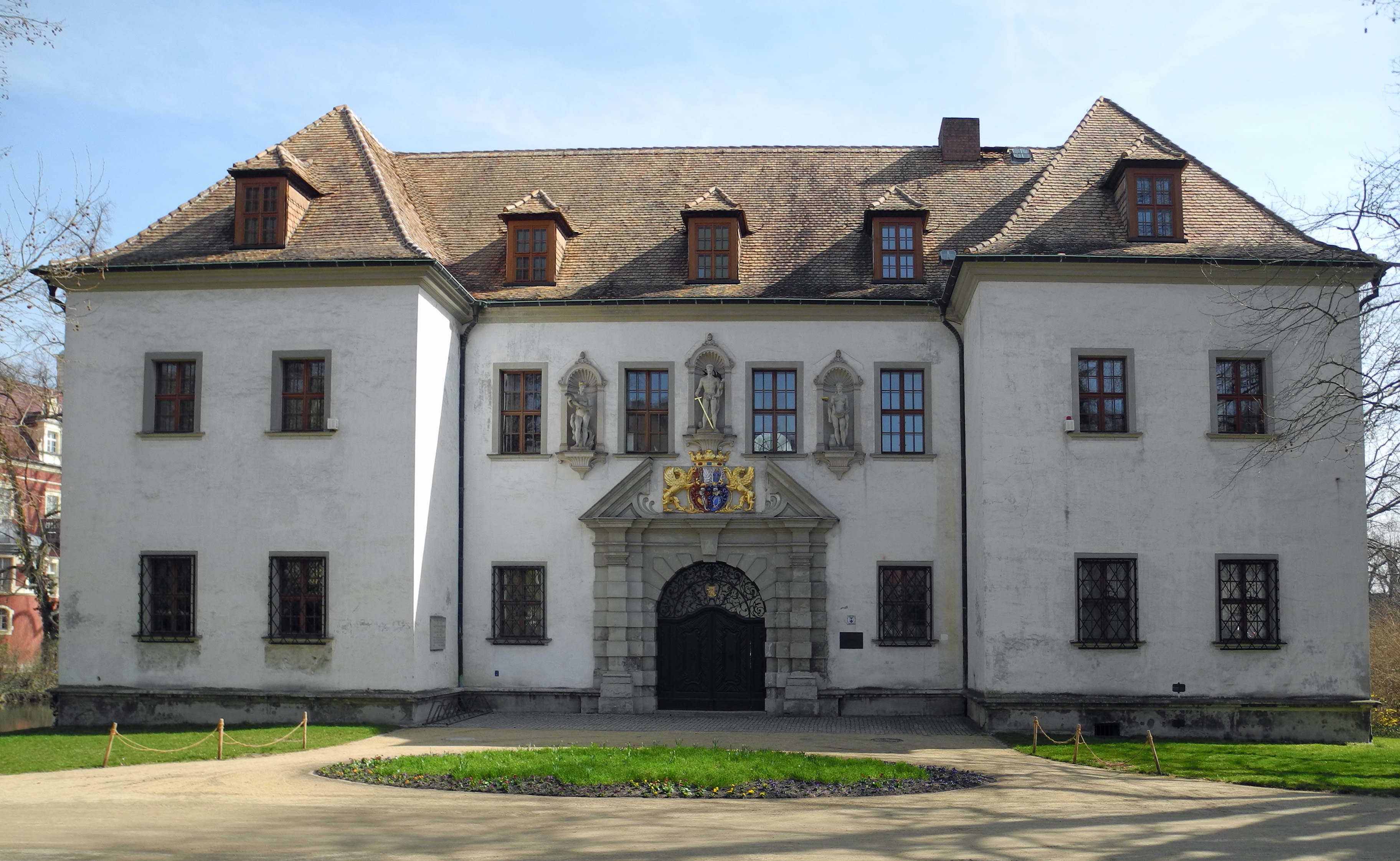
Altes Schloss
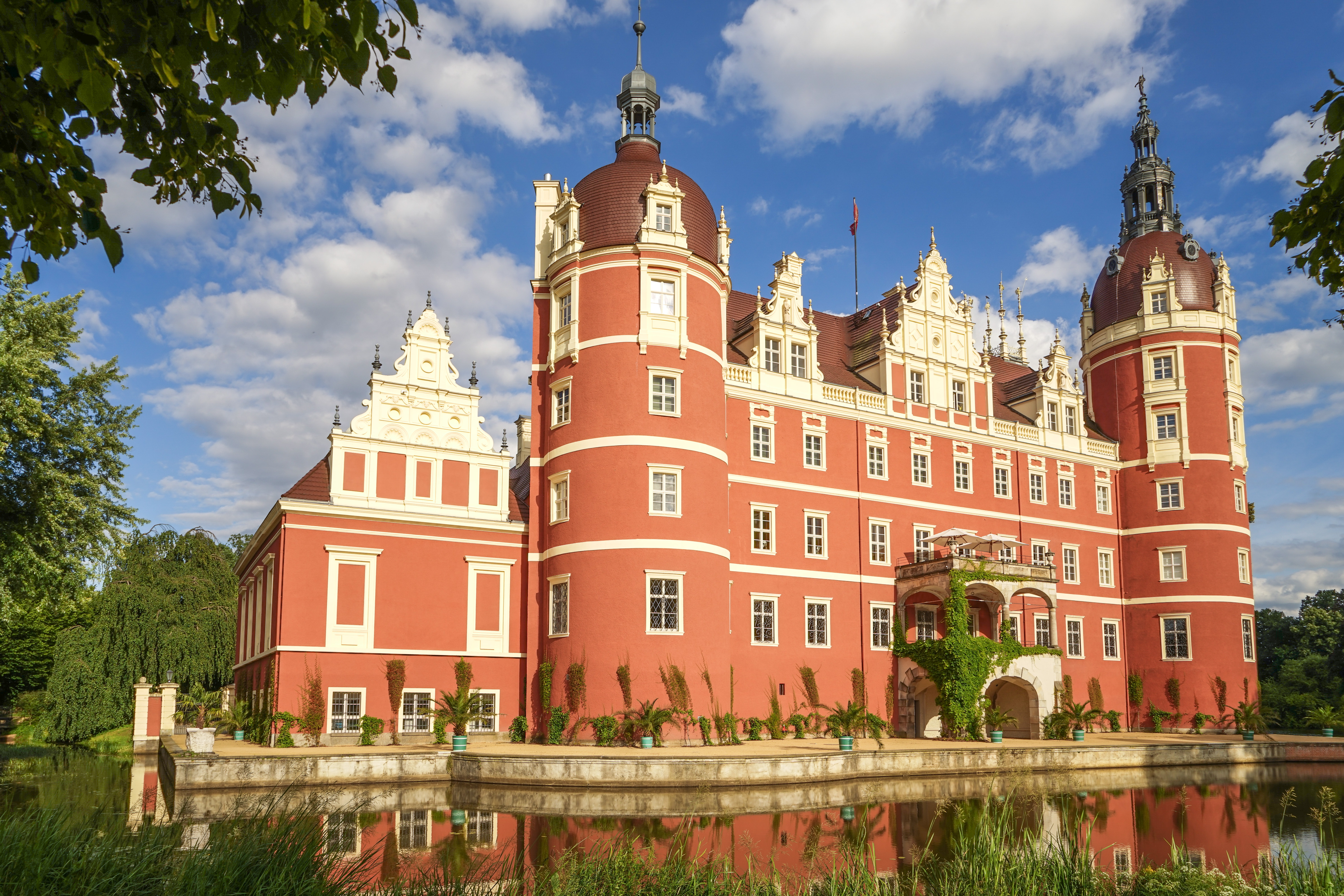
Neues Schloss
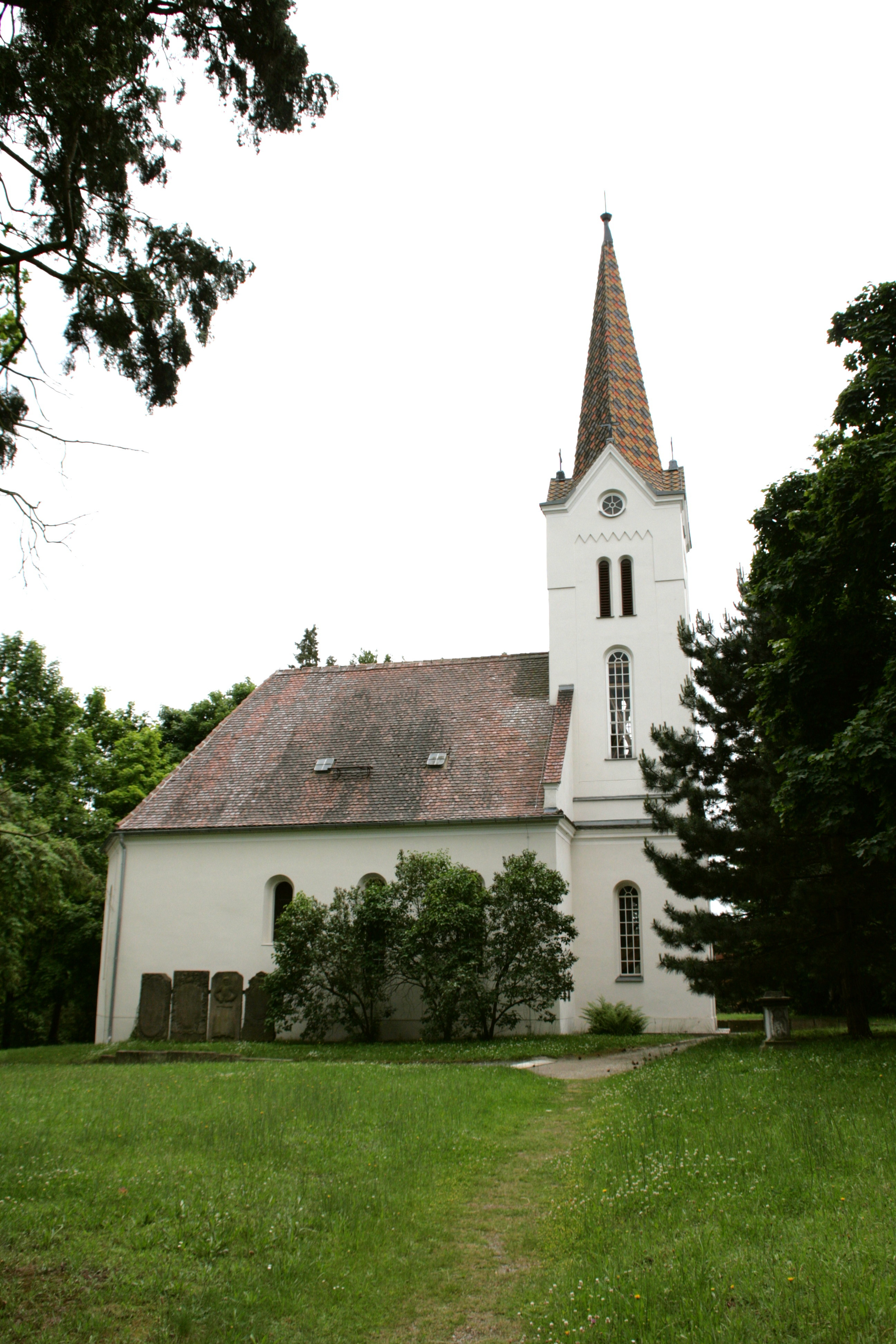
Jakobskirche
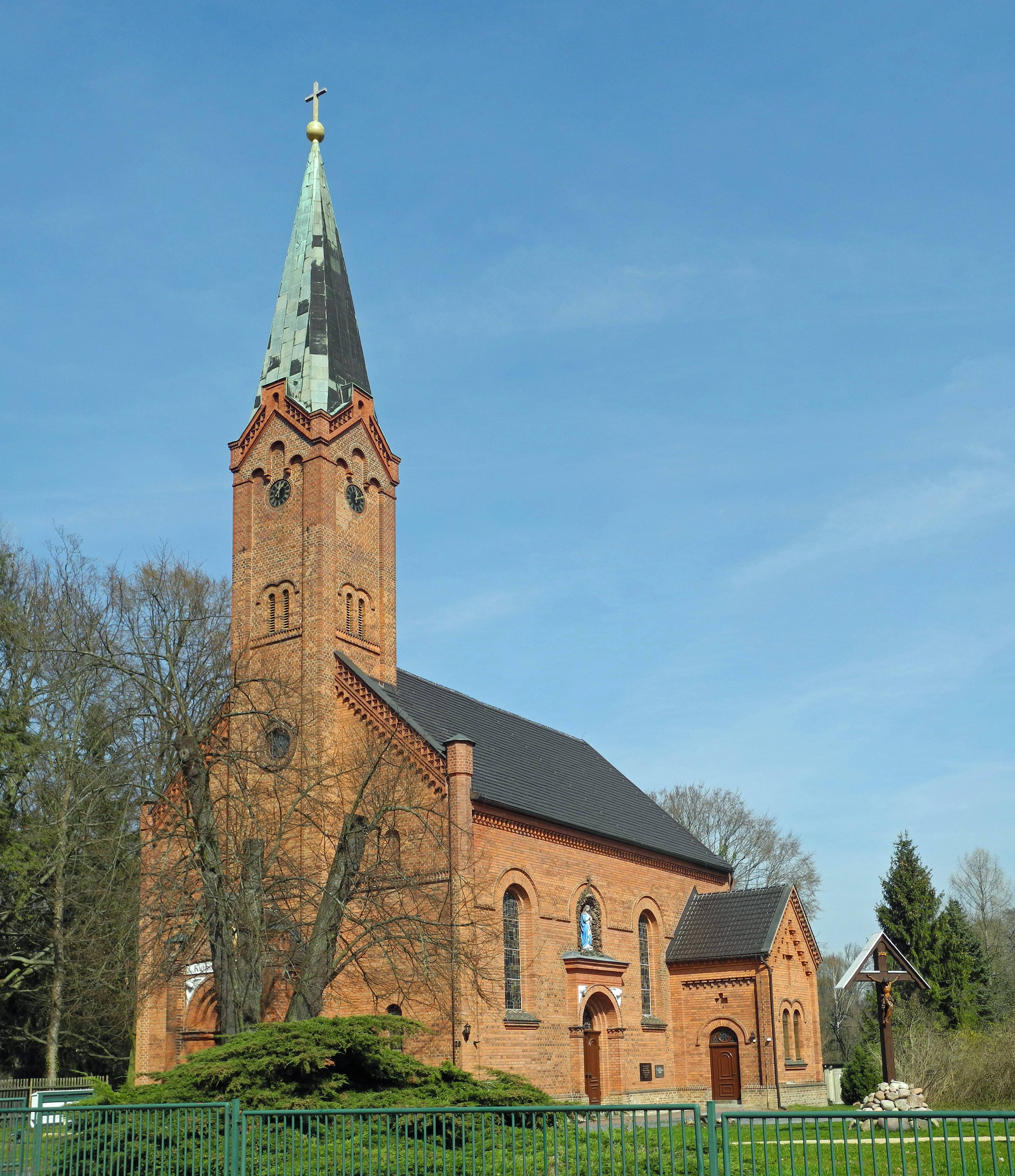
Kirche St. Maria Himmelfahrt
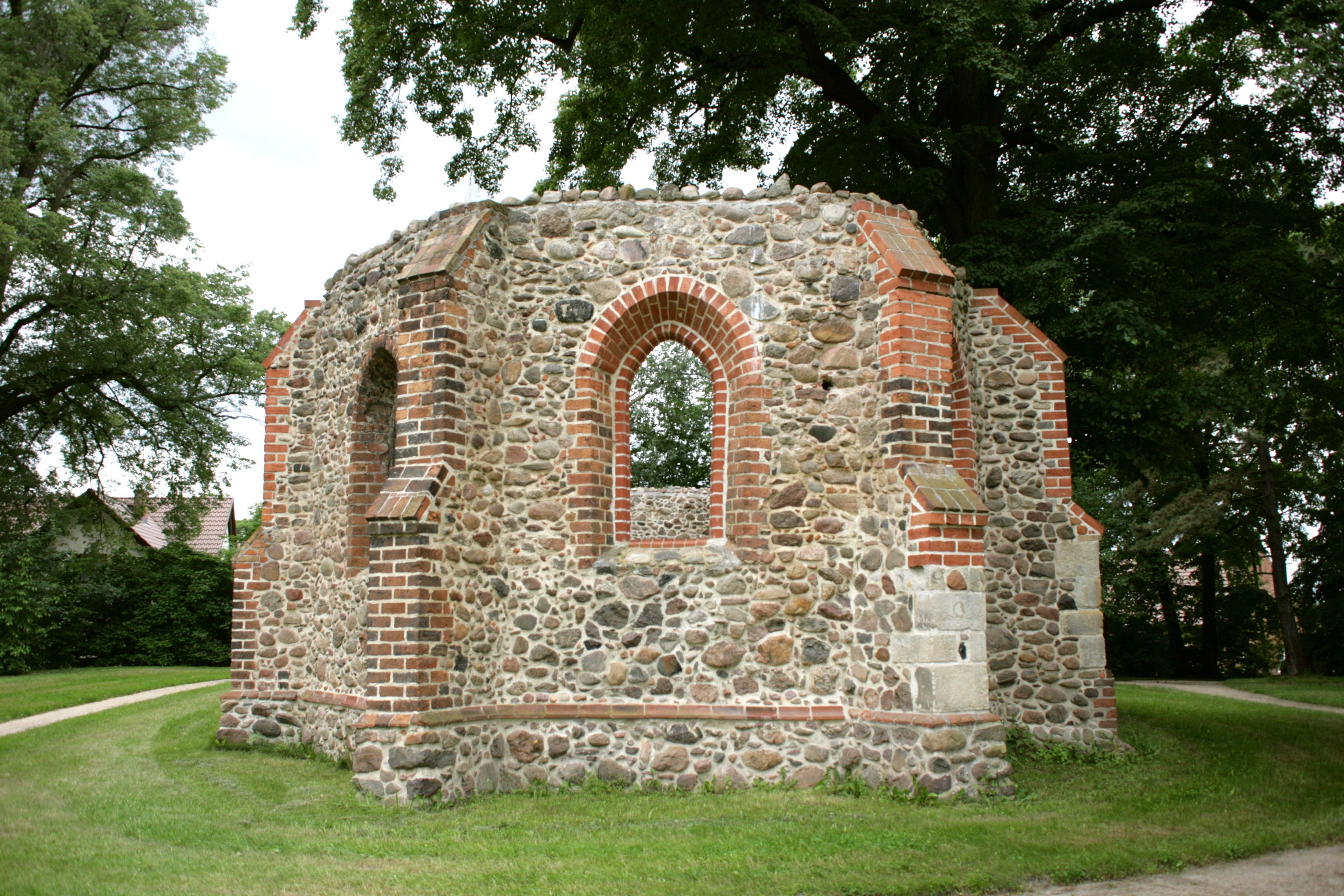
Ruine der Berg’schen Kirche
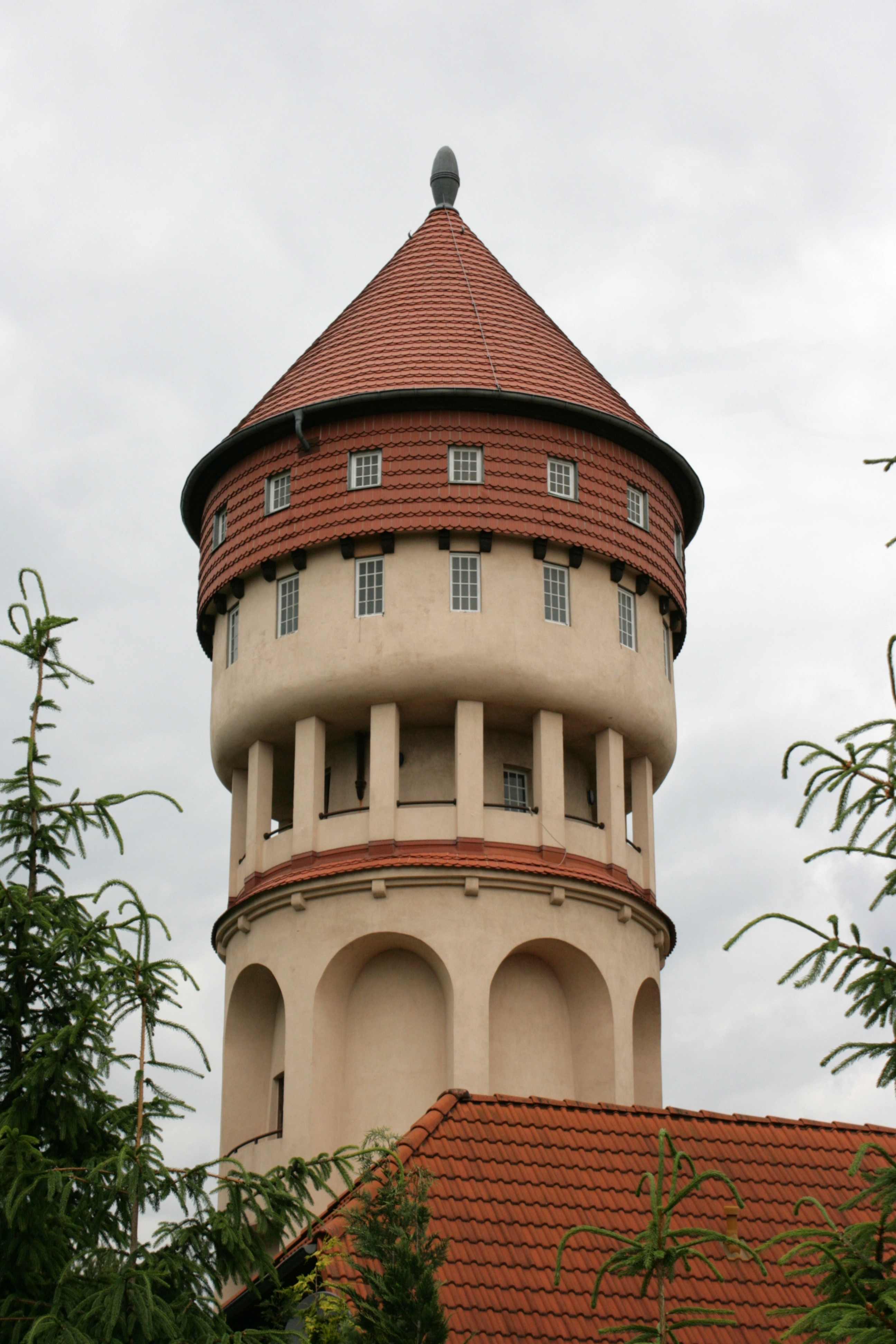
Wasserturm an der Berliner Chaussee

### Denkmale
- Hungerstein (1773, zur Erinnerung an die große Hungersnot im Winter 1772/1773)
- Gräber von Leopold Schefer und Machbuba
- Kriegerdenkmal Köbeln
- Sowjetisches Ehrenmal (1945)
- Mahnmal am Postplatz für die örtlichen Opfer des Faschismus mit 14 namentlich genannten Personen, darunter einige jüdische Bürger (1965)

## Verkehr

### Straße

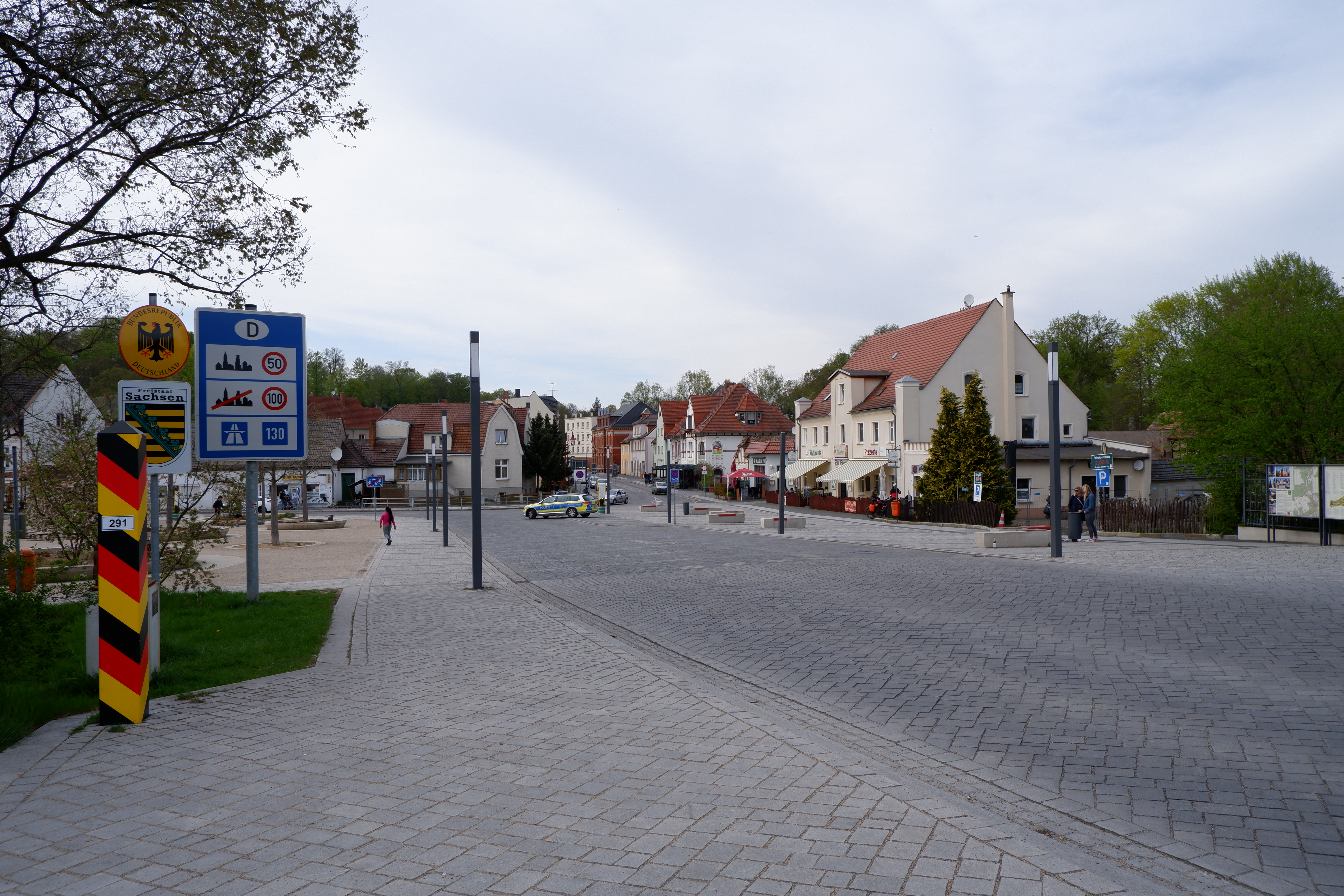
Grenzvorplatz

Bad Muskau liegt an der Bundesstraße 115, die aus Brandenburg kommend von Forst über Bad Muskau und Niesky nach Görlitz führt. Wenige Kilometer von der Stadt entfernt berührt die Bundesstraße 156 durch den Nachbarort Krauschwitz. Der Grenzübergang Bad Muskau–Łęknica an der Postbrücke (früher auch Sorauer Brücke) tangiert den Park und führt zu einem polnischen Markt; bis zur Eröffnung des Grenzübergangs Krauschwitz–Łęknica (2011) begann dort auch die Droga krajowa 12 (DK12), die seitdem von letzterem bis zur polnisch-ukrainischen Grenze führt. Für Fußgänger und Radfahrer gibt es als weitere Brücken über die Neiße im Park die Englische Brücke und die Doppelbrücke.

### Waldeisenbahn Muskau

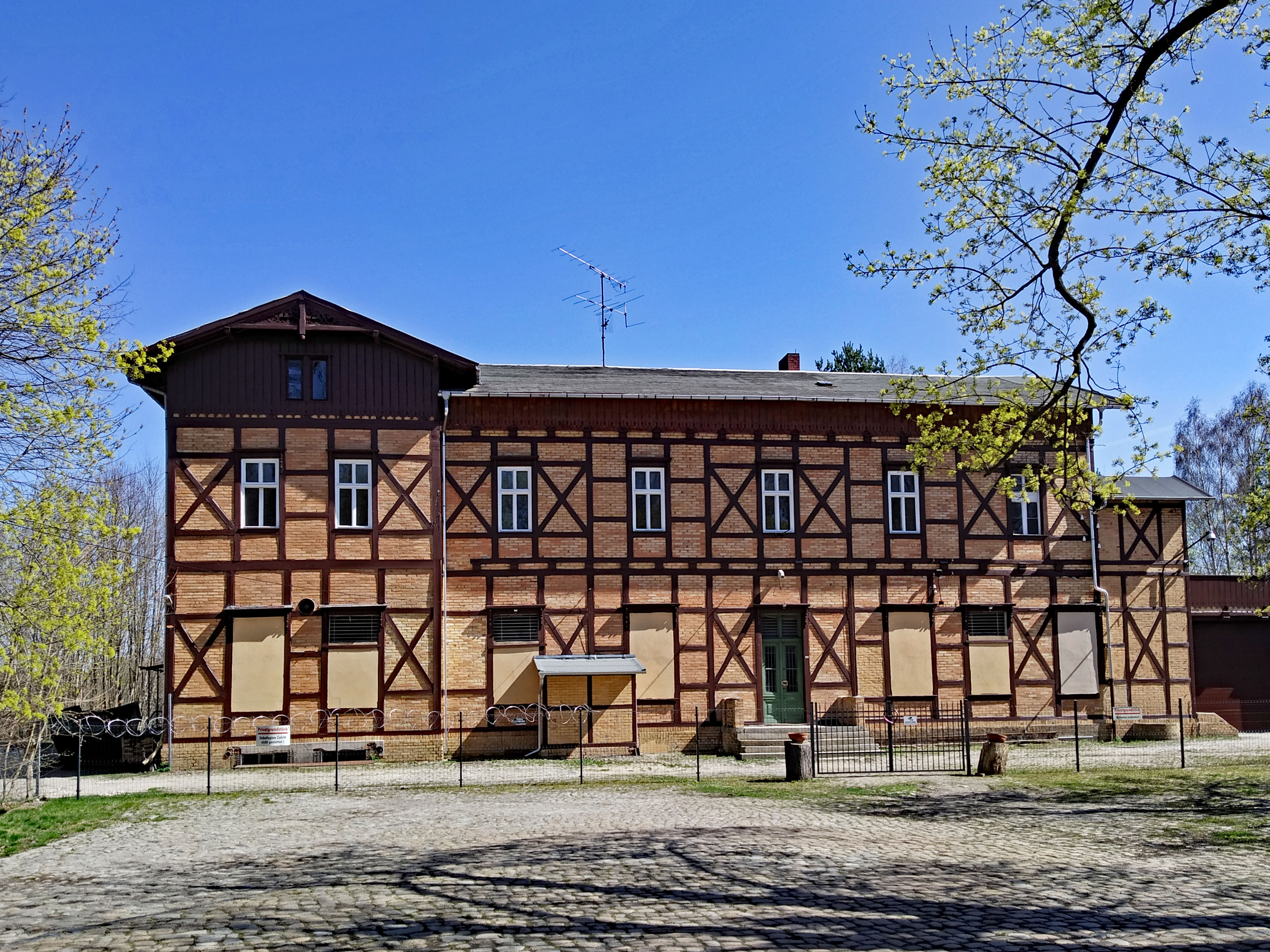
Bahnhof Bad Muskau

Von den früheren Muskauer Bahnverbindungen ist einzig die wiederaufgebaute Waldeisenbahn Muskau in Betrieb.
Die Bahnstrecke Weißwasser–Bad Muskau sowie die spätere Verlängerung nach Sommerfeld sind im Bereich Bad Muskau stillgelegt. Auf einem Teilstück der heute hauptsächlich in Polen verlaufenden Trasse wurde 2014/2015 ein Radweg eingerichtet, der über die Eisenbahnbrücke nach Bad Muskau führt und mittels einer steilen Rampe an den Oder-Neiße-Radweg angebunden ist.

## Persönlichkeiten

### Ehrenbürger
Siehe: Liste der Ehrenbürger von Bad Muskau

### Söhne und Töchter der Stadt
- Georg Alexander Heinrich Herrmann von Callenberg (1744–1795), kurfürstlich sächsischer Geheimer Rat, Standesherr der Freien Standesherrschaft Muskau, Präsident der Oberlausitzischen Gesellschaft der Wissenschaften
- Nathanael Gottfried Leske (1751–1786), Naturforscher und Geologe
- Ursula Margarethe Konstantia Louise Diede zum Fürstenstein (1752–1803), Pianistin und Komponistin
- Carl Gottlieb Bellmann (1772–1861), Organist und Komponist
- Johann Gottfried Petrick (1781–1826), Theologe
- Leopold Schefer (1784–1862), Dichter und Komponist, Generalinspektor der Standesherrschaft Muskau während der napoleonischen Kriege 1811–1815
- Fürst Hermann von Pückler-Muskau (1785–1871), Parkgestalter, Schriftsteller und Standesherr
- Theodor Reich (1823–1892), Reichstags- und Landtagsabgeordneter
- Alwin Schultz (1838–1909), Kunst- und Kulturhistoriker
- Johannes Klihm (1848–1919), Postbeamter
- Bruno von Mudra (1851–1931), General der Infanterie und Ehrenbürger Muskaus
- Werner Richter (1888–1969), Schriftsteller
- Helene Ansahl (1894–unbekannt), Politikerin
- Wolf-Werner von der Schulenburg (1899–1944), Wehrmachtsoffizier, SA-Brigadeführer und nationalsozialistischer Politiker
- Erich Hausen (1900–1973), Politiker und Widerstandskämpfer
- Erich Rhein (1902–1956), Maler und Graphiker
- Klaus Halter (1909–2002), Dermatologe
- Karl Peglau (1927–2009), Erfinder des ostdeutschen Ampelmännchens
- Hans Halter (* 1938), Journalist und Autor
- Thomas Baum (* 1964), Politiker, Abgeordneter im Sächsischen Landtag
- Olaf Zinke (* 1966), Eisschnellläufer
- Jörg Kunze (* 1983), Schauspieler und Musiker
- Marie Riederer (* 1988), Boxerin und lizenzierte Personaltrainerin
- Anni Schumacher (* 1988), Beachvolleyballspielerin
- Katharina Schwabe (* 1993), Volleyballspielerin
- Robert Berger (* 1996), Fußballspieler

In Bad Muskau existierte bis in die 1990er Jahre die Entbindungsklinik des Kreises Weißwasser. Im Zusammenhang mit dem in Weißwasser geförderten Eishockeysport ergibt es sich, dass eine Reihe von professionellen Eishockeyspielern und -spielerinnen in Bad Muskau zur Welt kamen, darunter Torsten Heine (* 1979), Ronny Arendt (* 1980), Susann Götz (* 1982), André Mücke (* 1983), Frank Hördler (* 1985), Thomas Götz (* 1985), Lars Morawitz (* 1985), Christian Rösler (* 1987), Markus Lehnigk (* 1988), Elia Ostwald (* 1988), Ivonne Schröder (* 1988), Jens Heyer (* 1989), Toni Ritter (* 1990) und Florian Proske (* 1996).

### Weitere mit Muskau verbundene Persönlichkeiten
- Reichsgraf Kurt Reinicke von Callenberg begründete die Muskauer Dynastie der Callenberger, die zeit ihres Bestehens den Anspruch aufrechterhielt, dass die Standesherrschaft Muskau ein ursprünglich reichsunmittelbares, sodann kursächsisches Lehen sei, also kein Territorium des Markgraftums Oberlausitz.
- Johann Georg Vogel (1739–1826), evangelischer Geistlicher und Bienenzüchter
- Karl Friedrich Brescius (1766–1842), Geistlicher und Theologe, war Rektor der Schule, später Prinzenerzieher und Hofprediger sowie Assessor am Konsistorium in Muskau.
- Die von zahlreichen – zum Teil lokalen – Geschichten umwobene Äthiopierin Machbuba lebte von 1839 bis zu ihrem Tod im Jahr 1840 in Muskau. Hier findet sich heute noch ihr Grabstein.
- Der erste Parkinspektor Pücklers, Jacob Heinrich Rehder, wirkte hier und trug maßgeblich zur Verwirklichung von dessen Ideen bei.
- Der Autor des „Jungen Deutschlands“ und später berühmte Theaterleiter Heinrich Laube saß 1837–1838 als verurteilter Burschenschafter dank der Intervention der Hardenberg-Tochter Lucie Fürstin von Pückler auf Schloss Muskau eine sehr kommode Festungshaft-Zeit ab und wurde während der Märzrevolution auf Anregung Leopold Schefers von den Muskauern als Abgeordneter für die Paulskirche nominiert (was er um eines anderen Wahlkreises Willen ausschlug).
- Der Landschaftsarchitekt Eduard Petzold war in Muskau Parkdirektor des Prinzen Wilhelm Friedrich Karl von Oranien-Nassau und legte hier ein damals berühmtes (heute untergegangenes) Arboretum an.
- Hans Ferdinand Maßmann, seines Zeichens Germanist, Burschenschafter und Turnschüler Friedrich Ludwig Jahns, starb am 3. August 1874 in Muskau.

## Historische Quellenlage
Eine befriedigende größere Monografie über Bad Muskau steht noch aus, Ursache dafür ist wohl die schwierige Quellenlage: Das alte Stadtarchiv verbrannte 1766 bei dem großen Brand (dem „Zornfeuer“). Das Schlossarchiv (bis 1945) befindet sich teilweise in Arnim’schem Privatbesitz in Bayern, ein anderer Teil ging bei der anschließenden Eroberung Muskaus durch die Rote Armee unter. Lückenhafte Akten der Standesherrschaft liegen im Staatsarchiv Bautzen.
Über die Zeit der Biebersteiner Herrschaft ist etliches der Dokumentation von Julius Helbig Urkundliche Beiträge zur Geschichte der edlen Herren von Biberstein und ihrer Güter (aus dem handschriftlichen Nachlass des Generalmajors Paul Rogalla von Bieberstein mitgeteilt von Albert Hirtz; bearbeitet, erläutert und um einen Regesten-Nachtrag vermehrt von Julius Helbig) zu entnehmen. Biografien über Muskauer (Karoline von Arnim, Der letzte Callenberger), Parkführer und dergleichen liegen immerhin vor. Über das historische Muskau um 1770 unterrichtet Nathanael Gottfried Leske und über die Zeit von 1770 bis 1820 informieren ausführlich Bettina und Lars Clausen in ihrer zweibändigen Soziobiografie über Leopold Schefer Zu allem fähig. Über die Zeit danach bis 1845 lässt sich etliches aus den Werken über den Fürsten Pückler und über den Pückler-Park zusammenstellen, wobei allerdings die Gemeinde Muskau oft zu kurz kommt. Über die Arnim-Zeit ist Muskau – Standesherrschaft zwischen Spree und Neiße von Hermann Graf von Arnim und Willi A. Boelcke gründlich und materialreich.